# Danaa Batgerel
Danaa Batgerel (Erdenetsagaan, Mongolia; 4 de julio de 1989) es un peleador mongol de artes marciales mixtas que actualmente compite en la división de peso gallo de la Ultimate Fighting Championship (UFC).

## Biografía
Batgerel empezó a entrenar kickboxing el 2007, antes de comenzar a practicar artes marciales mixtas en 2010.

## Carrera de artes marciales mixtas

### Carrera temprana
Batgerel ha estado compitiendo profesionalmente desde 2011, compilando un récord de 9-1 antes del UFC. 
Antes de unirse a UFC, compitió en Legend Fighting Championship, Ranik Ultimate Fighting Federation, Baikal Fighting Championship y Mongol Fighting Championship, entre otros. Su pelea más notable durante este tiempo fue una victoria sobre Kai Kara-France.

### Ultimate Fighting Championship
Batgerel hizo su debut el 31 de agosto de 2019, en UFC Fight Night: Andrade vs. Zhang contra Heili Alateng. Perdió la pelea por decisión unánime. Esta pelea lo hizo merecedor del premio de Pelea de la Noche.
Batgerel enfrentó a Guido Cannetti el 7de marzo de 2020, en UFC 248. Ganó la pelea por KO en el primer asalto.
Batgerel estaba programado para enfrentar a Kyler Phillips en UFC on ESPN: Holm vs. Aldana el 4 de octubre de 2020. Sin embargo, Batgerel se retiró de la pelea por las restricciones de viaje relacionadas con la pandemia del COVID-19 en Mongolia. Fue reemplazado por el debutante Cameron Else.
Batgerel enfrentó a Kevin Natividad el 24 de abril de 2021, en UFC 261. Ganó la pelea por TKO en el primer asalto.
Batgerel estaba programado para enfrentar a Montel Jackson el 18 de septiembre de 2021, en UFC Fight Night 192. Sin embargo, Batgerel se retiró de la pelea por problemas de visa y fue reemplazado por JP Buys.
Batgerel enfrentó a Brandon Davis el 16 de octubre de 2021, en UFC Fight Night 195. Ganó la pelea por TKO en el primer asalto. Esta victoria lo hizo merecedor del premio de Actuación de la Noche.
Batgerel estaba programado para enfrentar a Montel Jackson el 26 de marzo de 2022, en UFC on ESPN 33. Sin embargo, Jackson se retiró de la pelea y fue reemplazado por Chris Gutiérrez. Batgerel perdió la pelea por TKO en el segundo asalto.
Batgerel, reemplazando a Saimon Oliveira, enfrentó a Kang Kyung-Ho el 11 de junio de 2022, en UFC 275. Perdió la pelea por decisión unánime.
Batgerel estaba programado para enfrentar a Brady Hiestand el 15 de april de 2023, en UFC on ESPN 44 Sin embargo, el par se trasladó a UFC Fight Night 222 el 22 de abril de 2023 por razones no reveladas. Batgerel perdió la pelea por TKO en el tercer asalto.

## Campeonatos y logros

### Artes marciales mixtas
- Ultimate Fighting Championship
  - Pelea de la Noche (Una vez) vs. Heili Alateng
  - Actuación de la Noche (Una vez) vs. Brandon Davis
- MGL-1 Fighting Championship
  - Campeonato de Peso Pluma de MGL

## Récord en artes marciales mixtas
| Resultado | Récord | Oponente                | Método                             | Evento                                                   | Fecha                   | Ronda | Tiempo | Localización          | Notas                  |
| --------- | ------ | ----------------------- | ---------------------------------- | -------------------------------------------------------- | ----------------------- | ----- | ------ | --------------------- | ---------------------- |
| Derrota   | 12–5   | Brady Hiestand          | TKO (golpes)                       | UFC Fight Night: Pavlovich vs. Blaydes                   | 22 de abril de 2023     | 3     | 4:21   | Las Vegas, Nevada     |                        |
| Derrota   | 12–4   | Kang Kyung-ho           | Decisión (unánime)                 | UFC 275                                                  | 11 de junio de 2022     | 3     | 5:00   | Kallang               |                        |
| Derrota   | 12–3   | Chris Gutiérrez         | TKO (puñetazo giratorio y codazos) | UFC Fight Night: Blaydes vs. Daukus                      | 26 de marzo de 2022     | 2     | 2:34   | Columbus, Ohio        |                        |
| Victoria  | 12–2   | Brandon Davis           | TKO ( puñetazos y codazos)         | UFC Fight Night 195 - Ladd vs. Dumont                    | 16 de octubre de 2021   | 1     | 2:01   | Las Vegas, Nevada     | Actuación de la Noche. |
| Victoria  | 11–2   | Kevin Natividad         | TKO (puñetazos)                    | UFC 261 - Usman vs. Masvidal 2                           | 24 de abril de 2021     | 1     | 0:50   | Jacksonville, Florida |                        |
| Victoria  | 10–2   | Guido Canetti           | KO (puñetazos)                     | UFC 248 - Adesanya vs. Romero                            | 7 de marzo de 2020      | 2     | 1:07   | Las Vegas, Nevada     |                        |
| Derrota   | 9–2    | Heili Alateng           | Decisión (unánime)                 | UFC Fight Night 157 - Andrade vs. Zhang                  | 31 de agosto de 2019    | 3     | 5:00   | Shenzen, Guangdong    | Pelea de la Noche.     |
| Victoria  | 9–1    | Haitao Ti               | Sumisión (Rare naked choke)        | Mongol FC 2 - Mongol Fighting Championship 2             | 22 de junio de 2019     | 1     | 3:05   | Erdenet               | Regreso a peso gallo.  |
| Victoria  | 8–1    | Sukhbold Sodnomdorj     | KO (Rodillazo al cuerpo)           | MGL-1 Fighting Championship - MGL-1 FC 11                | 30 de junio de 2018     | 1     | 1:40   | Erdenet               | Debut en peso pluma.   |
| Victoria  | 7–1    | Aldar Budanaev          | TKO (puñetazos y codos)            | Baikal Fighting Championship - Selection 5: Steel Battle | 12 de mayo de 2018      | 2     | 1:18   | Ulan-Ude              | Debut en peso ligero.  |
| Victoria  | 6–1    | Jiahao Hao              | TKO (puñetazos)                    | CWM MMA - Chin Woo Men: 2017-2018 Season, Stage 3        | 20 de enero de 2018     | 1     | 4:14   | Hefei, Anhui          |                        |
| Victoria  | 5–1    | Tianlong Luo            | TKO (sumisión y puñetazos)         | CWM MMA - Chin Woo Men: 2017-2018 Season, Stage 2        | 10 de diciembre de 2017 | 2     | 4:47   | Wuhan                 |                        |
| Derrota   | 4–1    | Baasankhuu Damnlanpurev | Decisión (unánime)                 | MGL-1 - MGL-1 FC 7                                       | 28 de noviembre de 2015 | 3     | 5.00   | Ulan Bator            | Regresa a peso gallo.  |
| Victoria  | 4–0    | Rijirigala Amu          | Sumisión (rear naked choke)        | RUFF 12 - Ranik Ultimate Fighting Federation 12          | 29 de marzo de 2014     | 2     | 2:47   | Shanghái              | Debut en peso mosca.   |
| Victoria  | 3–0    | Kai Kara-France         | Decisión (unánime)                 | Legend FC - Legend Fighting Championship 11              | 27 de abril de 2013     | 3     | 5:00   | Kuala Lumpur          |                        |
| Victoria  | 2-0    | Jazor Ablasi            | Decisión (dividida)                | Legend FC - Legend Fighting Championship 8               | 30 de marzo de 2012     | 3     | 5:00   | Hong Kong             |                        |
| Victoria  | 1–0    | Vincent Siu             | TKO (puñetazos)                    | Legend FC - Legend Fighting Championship 6               | 30 de octubre de 2011   | 1     | 3:39   | Cotai, Macao          | Debut en peso gallo.   |